# هانز كافالي بيوركمان
هانز كافالي بيوركمان (29 يونيو 1928 - 18 أغسطس 2020)، هو محامي سويدي شغل منصب رئيس نادي مالمو لكرة القدم بين عامي 1975 و 1998. خلال إدارته للنادي فازوا بأربع بطولات سويدية بالإضافة إلى ستة ألقاب كأس السويد. إلى جانب كونه رئيس مجلس إدارة Malmö FF ، كان أيضًا الرئيس التنفيذي للبنك السويدي مجموعة إس إي بي البنكية في أواخر الثمانينيات.